# Ditte Menneskebarn
Ditte Menneskebarn er en roman af Martin Andersen Nexø skrevet i perioden 1917-21.

## Handling
Ditte er et uægte barn af Sørine, der ikke vil kendes ved hende, så Ditte må bo hos sin elskede mormor, Bedste.
Da Ditte bliver 9 år, vil Sørine – som i mellemtiden er blevet gift med Lars Peter – have Ditte tilbage. Men Sørine er streng, og Ditte må lave alt derhjemme og kommer derfor ofte for sent i skole.
Hun holder af sine søskende og sin stedfar, men længes stadigvæk hjem til Bedste. Når det bliver for meget, forestiller Ditte sig, at hun sidder ved Arresø og drømmer sig hjem til Bedste eller et andet sted, som er så dejligt, at intet kan beskrive det.
Men skolen holder Ditte meget af, allermest af sangtimerne. Første gang hun hører hele koret synge, bryder hun ud i gråd. Den eneste sang hun kender er Bedstes spindevise, som handler om, hvordan Ditte finder en prins og alt ender godt.
Da hun en dag synger den højt i skolen, er der en af pigerne, der siger: Hun tror nok hun får en prins, hvortil læreren svarer: Det gør hun nok også ....
Det sker dog ikke. Som 17-årig fik hun et barn med en søn på den gård, hvor hun tjente. Han svigter og hun bliver vist bort. Herefter tager hun forefaldende arbejde rundt omkring, får et barn til og tager et forældreløst barn til sig.
På grund af sin hjælpsomhed bliver hun udnyttet og misbrugt og dør som 25-årig i et fattigkvarter i København.

## Filmatisering
Første del af bogen blev filmatiseret i 1946 af Bjarne Henning-Jensen med Tove Maës i titelrollen. Filmen er optaget på statens kulturkanon.